# Генеральний бунчужний

Повсякденний погон генерального бунчужного

Генера́льний бунчу́жний — виборна службова особа, що обіймала одну з найвищих урядових посад у Гетьманській Україні 17-18 століттях, член Генеральної старшини. До обов'язків генерального бунчужного належало берегти і захищати у воєнні часи бунчук — символ гетьманської влади. Під час воєнних дій керував відділами козацького війська. Генеральний бунчужний виконував важливі доручення гетьмана, що стосувалися судових справ, дипломатичної служби. З особливого гетьманського наказу засідав у Генеральній Військовій Канцелярії або командував відділом війська. У мирних часах гетьман послуговувався ним у справах дипломатичних та судових. Уряд «гетьманського бунчужного» зустрічаємо вперше в статтях Богдана Хмельницького, за якими «на Бунчужного Гетьманського давалося 600 золотих польських» (Бантиш—Каменський «Ист. Малор. Исторіи» 1858 ст. 2). Статті Многогрішного 1669 року підписав генеральний бунчужний Лукаш Зборовський. Статті Самойловича підписав генеральний бунчужний Леонтій Полуботок.

## За Гетьманату
У період Гетьманату 1918 року — військове звання особи вищого командного складу у Збройних Силах Української Держави. Разом з генеральним хорунжим і генеральним обозним становив генеральну старшину.

## Список
Дані подані згідно з дослідженням Володимира Кривошеї:
| ?—1650.10.            |  | Васько Бунчужний      | гетьманування Богдана Хмельницького                                         |
| 1651—1659             |  | Дмитро Мигай          | гетьманування Богдана Хмельницького та Івана Виговського                    |
| 1663.6.17.—1665.11.—? |  | Григорій Витязенко    | гетьманування Івана Брюховецького                                           |
| 1669—1672             |  | Костянтин Стриєвський | гетьманування Дем'яна Ігнатовича                                            |
| 1672—?                |  | Леонтій Полуботок     | гетьманування Івана Самойловича                                             |
| 1687—1690             |  | Юхим Лизогуб          | гетьманування Івана Мазепи                                                  |
| 1698—1699             |  | Іван Скоропадський    | гетьманування Івана Мазепи                                                  |
| ?—1701.5.—1703        |  | Михайло Гамалія       | гетьманування Івана Мазепи                                                  |
| 1703—1708             |  | Дмитро Максимович     | гетьманування Івана Мазепи                                                  |
| 1707—1710             |  | Федір Мирович         | гетьманування Івана Мазепи                                                  |
| 1710—?                |  | Федір Нахимовський    | емігрантське гетьманування Пилипа Орлика                                    |
| 1713—1728             |  | Яків Лизогуб          | гетьманування Івана Скоропадського                                          |
| 1726—1727             |  | Василь Скоропадський  | правління Першої Малоросійської колегії                                     |
| 1727.1.10—1729.3.1.   |  | Григорій Стороженко   | гетьманування Данила Апостола                                               |
| 1728.12.16.—1731      |  | Іван Бороздна         | гетьманування Данила Апостола                                               |
| 1734.2.10.—1738.7.8   |  | Семен Галецький       | Правління гетьманського уряду                                               |
| 1738—?                |  | Микола Ханенко        | Правління гетьманського уряду                                               |
| 1741—1752             |  | Дем'ян Оболонський    | гетьманування Якова Лизогуба та Кирила Розумовського                        |
| 1756—1763             |  | Осип Закревський      | гетьманування Кирила Розумовського                                          |
| 1762.3.8.—1779        |  | Яків Тарновський      | гетьманування Кирила Розумовського, правління Другої Малоросійської колегії |